# Khâu Hòa
Khâu Hòa (chữ Hán: 丘和, 552-637) là một nhân vật chính trị vào thời nhà Tùy và nhà Đường. Ông là người cai quản quận Giao Chỉ (miền Bắc và Bắc Trung Bộ Việt Nam) trong những năm chuyển giao từ nhà Tùy sang nhà Đường.

## Xuất thân
Khâu Hòa là người huyện Lạc Dương, phủ Hà Nam (nay là My, Thiểm Tây). Cha Khâu Hòa là Khâu Thọ (丘壽) - Trấn Đông tướng quân của triều Tây Ngụy. Từ thời niên thiếu, Khâu Hòa là người trọng nghĩa, thành thạo cưỡi ngựa bắn cung, sau khi trưởng thành thì tự tu dưỡng chí khí, tài năng. Sau đó ông xuất sĩ làm quan cho triều Bắc Chu, chức quan đến "nghi đồng tam ti".

## Phụng sự triều Tùy
Sang thời nhà Tùy, ông nhậm chức 'hữu vũ vệ tướng quân', được phong tước Bình Thành quận công, từng kinh qua chức vụ thứ sử của châu Tư (資州, trị sở nay thuộc Tư Trung, Tứ Xuyên), châu Lương (梁州, nay thuộc khu vực Hán Trung, Thiểm Tây), châu Bồ (蒲州, trị sở nay thuộc Lâm Y, Sơn Tây). Ông cai trị khoan dung, yêu thương dân chúng, có tiếng tăm xa gần.
Khi Hán vương Dương Lượng (楊諒) tạo phản, đã phái binh sĩ giả mặc y phục của phụ nữ tiến công châu Bồ, Khâu Hòa thoát thân tránh được nạn song bị bãi chức làm thứ dân. Đương thời Vũ Văn Thuật (宇文述) nhận được tín nhiệm của Tùy Dạng Đế, Khâu Hòa ra sức gắn bó nhằm dựa thế. Không lâu sau, nhân có cáo giác Vũ Lăng công Nguyên Trụ (元胄) phạm tội, Khâu Hòa được phục chức, trở thành thứ sử của châu Đại (代州, nay thuộc Đại, Sơn Tây).
Tùy Dạng Đế khi đi tuần thú phương Bắc đã đi qua châu Đại, Khâu Hòa đã dâng vua nhiều đồ ăn ngon và tinh tế. Đến khi Dạng Đế tiến đến châu Sóc (朔州, nay thuộc Sóc Châu, Sơn Tây), thứ sử châu này là Dương Khuếch (杨廓) không dâng lên được những đồ ăn như vậy, Dạng Đế hết sức không hài lòng. Vũ Văn Thuật lại hết sức nói tốt cho Khâu Hòa, Dạng Đế vì thế đã phong Khâu Hòa làm thái thú của quận Bác Lăng, hạ chiếu sai Dương Khuếch đến Bác Lăng học tập Khâu Hòa. Sau đó, Dạng Đế lại qua Bác Lăng, Khâu Hòa còn dâng đồ ăn ngon hơn, Dạng Đế càng hài lòng. Khâu Hòa thường vỗ về các quan lại và binh sĩ dưới quyền, nhận được sự ủng hộ của họ. Không lâu sau đó, Khâu Hòa trở thành Thiên Thủy quận thái thú, rồi vào triều làm 'tả ngự vệ tướng quân'.

## Cát cứ Giao Chỉ
Những năm cuối Đại Nghiệp (605-618), người dân khu vực Hải Nam cực khổ do quan lại cướp bóc, nhiều lần nổi dậy. Tùy Dạng Đế thấy Khâu Hòa có tiếng là người trị chính thuần lương, lại có Hoàng Môn thị lang Bùi Củ (裴矩) tiến cử, vì thế đã phái ông đi nhậm chức Giao Chỉ thái thú. Khâu Hòa tận tình vỗ về quan lại và dân chúng Giao Chỉ, do đó các khu vực hoang tàn khi xưa lại được an định.
Sau khi Vũ Văn Hóa Cập lãnh đạo binh biến sát hại Tùy Dạng Đế, Khâu Hòa vẫn không biết tin. Đương thời, Ninh Trường Chân (寧長真) đem quận Uất Lâm (thuộc Quảng Tây ngày nay) quy phục Tiêu Tiển, Phùng Áng đem Châu Nhai (tức Hải Nam ngày nay) và Phiên Ngung (thuộc Quảng Đông hiện nay) quy phục Lâm Sĩ Hoằng, họ đều phái người đến chiêu Khâu Hòa quy phục song ông không theo. Tiêu Tiển sai Trường Chân đem quân Lĩnh Nam đi đường biển đến đánh Hòa. Hòa cho quân thủy bộ đón đánh, phá tan quân của Trường Chân. Khâu Hoà cho đắp thành để chống giữ.
Nước Lâm Ấp nhiều lần tặng ngọc trai, văn tê, kim bảo cho Khâu Hòa, Khâu Hòa trở nên phú quý ngang hàng với bậc vương giả. Tiêu Tiển nghe được tin tức nên nổi thèm muốn các món lợi này, bèn lệnh cho Ninh Trường Quân suất binh các tộc Man, Lý ở Nam Việt tiến công Giao Chỉ. Khâu Hòa phái trưởng sử Cao Sĩ Liêm (高士廉) suất binh đánh đuổi quân của Ninh ra khỏi quận.
Sau khi Khâu Hòa gặp được binh sĩ Kiêu Quả quân từ Giang Đô đến, Khâu Hòa mới biết rằng triều Tùy đã mất, Khâu Hòa lập tức dâng biểu quy phục Tiêu Tiển.

## Quy phục triều Đường
Sau khi quân Đường diệt nước Lương của Tiêu Tiển, Khâu Hòa quy phục triều Đường. Đường Cao Tổ hạ chiếu sai Lý Đạo Dụ (李道裕) tới trao cho Khâu Hòa chức Giao Châu đại tổng quản, phong tước 'Đàm quốc công'. Năm 622, Khâu Hòa phái Cao Sĩ Liêm mang biểu vào triều tấu trình xin hạ chiếu cho con trai là Khâu Sư Lợi (丘師利) đến Giao Chỉ. Đến khi Khâu Hòa đến triều kiến, Đường Cao Tổ đứng dậy, dẫn vào ngọa nội (phòng ngủ), nói chuyện bình sinh, cực kỳ cao hứng, cho diễn tấu "cửu bộ nhạc" để thiết đãi, phong Khâu Hòa làm 'tả vũ hậu đại tướng quân'.
Khi về già, Khâu Hòa giữ chức thứ sử của Tắc châu (稷州, trị sở nay thuộc Vũ Công, Thiểm Tây), cũng là về cố hương dưỡng già, không lâu sau được thăng lên chức đặc tiến, song về sau chức này bị cắt.
Năm Trinh Quán thứ 11 (637), Khâu Hòa qua đời, được truy là Kinh châu tổng quản, tự Tương (襄), bồi táng ở Hiến lăng. Khâu Hòa có 15 người con trai, trong đó Khâu Hành Cung (丘行恭) là nổi danh nhất.